# Teucholabis (Teucholabis) tenella
Teucholabis (Teucholabis) tenella is een tweevleugelige uit de familie steltmuggen (Limoniidae). De soort komt voor in het Neotropisch gebied.